# Бјанка Тирсин
Бјанка Тирсин (рум. Bianca Tirsin, Арад, 31. јануар 1998) је румунска манекенка српског порекла и носилац титуле Мис универзума Румуније 2020. године.

## Биографија
Бјанка је рођена 31. јануара 1998. године у Араду. Била је чланица играчке групе српског КУД „Коло” из Арада од 2013. године под вођством Дарка Воштинара. Љубитељка је српских народних игара и српске кухиње, нарочито сарме. Са породицом је за време празника, као што су Свети Сава, Ускрс и Божић, посећивала српске православне цркве у Араду. У Класичном позоришту „Јоан Славич” у Араду, јула 2015. одржано је такмичење лепоте Мис Арад. Учеснице такмичења су се такмичиле у три дисциплине (купаћих костима, вечерњих хаљина и питања), а жири је одлучио да ленту лепотице Арада понесе Бјанка Тирсин. Ово је било њено прво учешће на такмичењу лепоте. Већ следећег месеца у Бистрици је одржано такмичење лепоте Мис Трансилваније, на коме је Бјанка одушевила жири и освојила ленту прве пратиље. У тесној конкуренцији Бјанка је успешно продефиловала у бикинију и вечерњој хаљини и пласирала се на друго место, одмах иза Јулије Бобар из Клужа. Треће место је припало Михаели Сабо из Бистрице. На Сајму туризма у Темишвару, одржано је 2016. године такмичење лепоте на коме је Бјанка понела титулу лепотице.Након матуре уписала је Факултет за менаџмент Универзитета Аурел Влаику у Араду. На такмичењу лепоте Мис супранационала Румуније 2017. године, Бјанка је освојила ленту за најлепшу девојку и представљала је Румунију на међународном такмичењу лепоте Мис супранационала одржаном у Пољској, на коме је освојила ленту друге пратиље. Наредне године, Бјнака побеђује на такмичењу лепоте Мис интернационала Румуније и представљала је Румунију на међународном такмичењу лепоте Мис интернационала, одржаном у Јапану, на коме је понела ленту треће пратиље. Била је амбасадорка Удружења арадских волонтера и 2017. године је добитница признања Волонтер године. У оквиру удружења она се бавила обновом болница, орагнизовањем разних догађаја за децу оболелу од Дауновог синдрома, као и прикупљањем средстава за сиромашна подручја њене заједнице. На такмичењу лепоте Мис универзума Румуније одржаном 1. децембра 2020. године, Бјанка је понела ласкаву титулу лепотице Румуније. Представљала је Румунију на такмичењу лепоте Мис универзума одржаном 16. маја 2021. године на Флориди у Сједињеним Америчким Државама. На  такмичењу су учествовале лепотице из 74 земаља, старости између 18 и 29 година. Бјанка је прва лепотица из Румуније која се такмичила на три највећа међународна такмичења лепоте.

## Спољшње везе
- Бјанка Тирсин на веб-сајту
- Бјанка Тирсин на веб-сајту